# 利波普 (喬治亞州)
利波普（英語：Lee Pope）是位於美國喬治亞州克勞福德縣的一個非建制地區。該地的面積和人口皆未知。

## 地理
利波普的座標為32°36′44″N 83°57′21″W / 32.61222°N 83.95583°W，而該地的平均海拔高度為176米（即577英尺）。